# Randall Alvarado
Randall Alberto Alvarado Brenes (Paraíso, 17 de diciembre de 1988) es un futbolista costarricense. Juega como mediocampista y su actual equipo es el Fútbol Consultans de la Segunda División de Costa Rica.

## Trayectoria
Randall Alvarado es originario de Paraíso. Inició su carrera deportiva en las divisiones menores del Club Sport Cartaginés en 2007, a sus 15 años.
Hizo su debut en la Primera División el 15 de noviembre de 2009, en un encuentro de visita ante la UCR. En 2014, fue cedido a préstamo por una temporada al equipo del Municipal Pérez Zeledón.
Para el torneo corto Invierno 2014, regresó una vez más al Cartaginés. En el Torneo de Copa del 2014 anotó el gol que le dio el título al Cartaginés, aunque haya botado el penal del gane que le daba el título al Cartaginés ante su más grande archirrival (2013) luego de más de 70 años.
En el 2016, luego por su apagado paso por el Club de Futbol de la Universidad de Costa Rica, regresa al Club Sport Cartaginés como una necesidad de contenciones que posee el Club.

## Clubes
| Club                    | País       | Año         |
| ----------------------- | ---------- | ----------- |
| Club Sport Cartaginés   | Costa Rica | 2009 - 2013 |
| Municipal Pérez Zeledón | Costa Rica | 2014 - 2014 |
| Club Sport Cartaginés   | Costa Rica | 2014 - 2015 |
| Club de Fútbol UCR      | Costa Rica | 2015 - 2016 |
| Club Sport Cartaginés   | Costa Rica | 2016        |